# 总账
总账（英語：general ledger）是一个簿记分类账，其中的会计数据从日记账中贴出，并从应付账款、应收账款、现金、固定资产、采购项目等子分类账中汇总。总账中的每个账户都由一个或多个页面组成。